# Маркелов Станіслав Юрійович
Станіслав Юрійович Марке́лов (рос. Станисла́в Ю́рьевич Марке́лов; 20 травня 1974, Москва — 19 січня 2009, Москва) — російський адвокат, правозахисник, президент Інституту верховенства права, співробітник інституту «Колективна дія», лівий активіст і антифашист. Був адвокатом родини Ельзи Кунгаєвої в рамках резонансної справи Буданова. Став жертвою гучного вбивства в центрі Москви разом із журналісткою Анастасією Бабуровою.

## Біографія

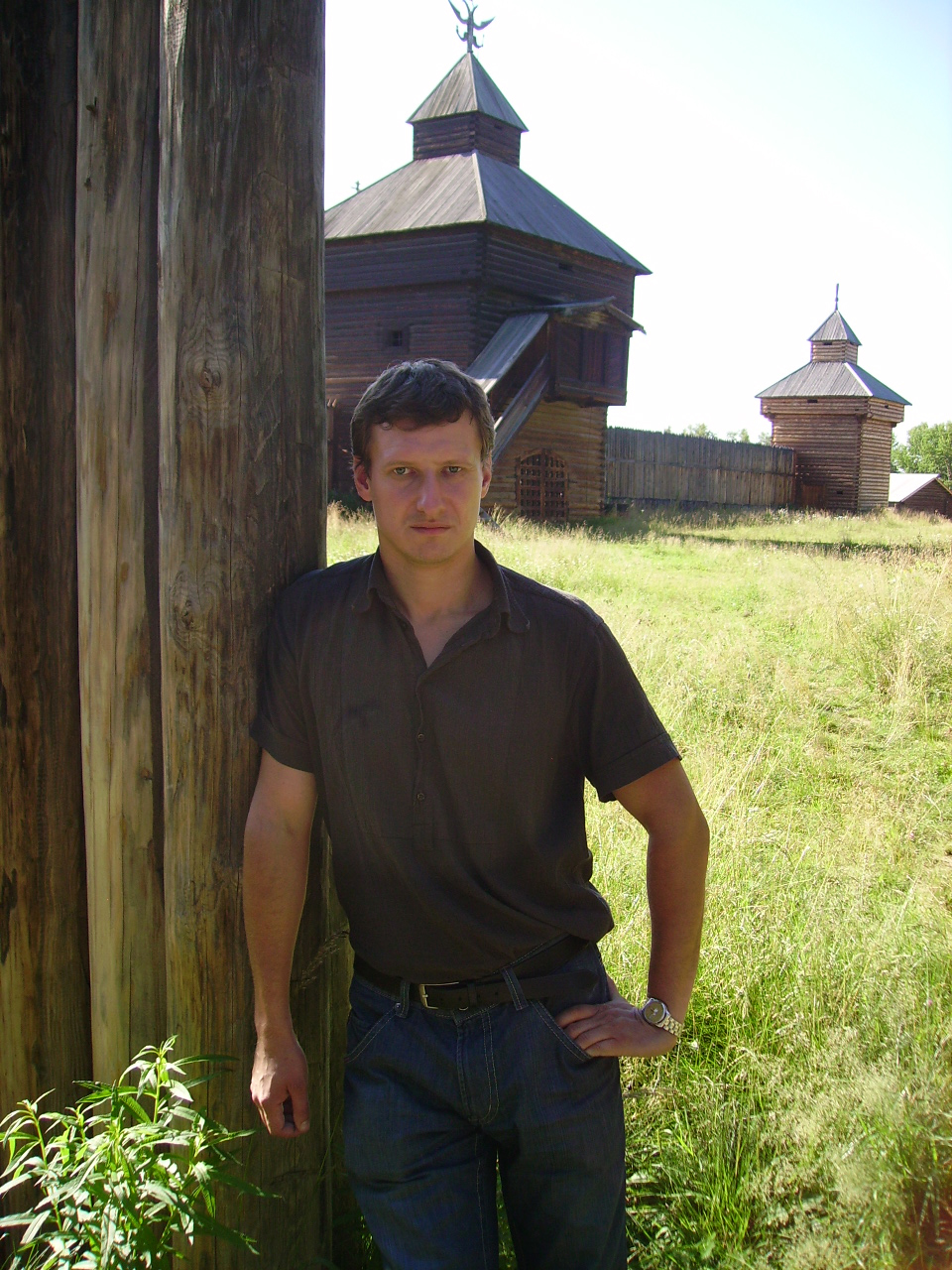
C. Маркелов під час Сибірського соціального форуму в 2008 році

Рідний брат депутата Держдуми Михайла Маркелова.
Під час подій жовтня 1993 року в Москві Станіслав Маркелов брав участь в роботі санітарної дружини імені Максиміліана Волошина, яка допомагала постраждалим. У 1994 році співпрацював з незалежною профспілкою «Робітничий спротив». Брав участь в роботі анархістської вільної артілі. Маркелов був членом Соціал-демократичної партії Росії (фракція лівих соціал-демократів), членом Виконкому профспілки «Студентський захист», одним з організаторів найбільшої студентської демонстрації 12 квітня 1995 в Москві.
У 1996 році закінчив Московську державну юридичну академію. З 1997 року — член Міжреспубліканської колегії адвокатів, член Міжнародного союзу адвокатів і Міжнародного клубу адвокатів.
З 2006 року — президент Інституту верховенства права.
Брав участь в роботі й організації соціальних форумів.
У 2007 році брав участь в роботі конференції «Прямухінські читання», присвяченої сучасному російському анархізму.
У 2008 році — один з організаторів російської делегації на Європейському соціальному форумі в Мальме (Швеція).
Похований 23 січня 2009 року на Останкінському цвинтарі в Москві при посиленій охороні співробітників органів МВС.

## Професійна діяльність
Станіслав Маркелов був відомий тим, що займався справами, пов'язаними з військовими злочинами у Чечні, правозахисною, екологічною та військовою тематикою.
У 1997—1999 роках Маркелов захищав активіста РКСМ Андрія Соколова, якого звинувачували в тероризмі: у здійсненні вибуху меморіальної плити сім'ї Романових на Ваганьковському кладовищі, а також в участі у вибуху пам'ятника Миколі II в селищі Тайнинское Московської області і в мінування пам'ятника Петру I (останні два випадки були пізніше виділені в окреме провадження — «справа РВС» — без залучення Соколова). Маркелов домігся зняття грифа секретності, після чого звинувачення було перекваліфіковано на нанесення шкоди чужому майну, а Соколов засуджений до штрафу.
Також Маркелов захищав Ігоря Губкіна в «справі РВС» на початку процесу, але потім відмовився з ним співпрацювати через явно кримінальний характер діяльності Губкіна.
У 1999 році Станіслав Маркелов виступив адвокатом директора уфімської радіостанції «Титан» А.Галеева.
У 1999 році був адвокатом Лариси Щипцевої в «Краснодарській справі» (вона звинувачувалася в підготовці теракту проти губернатора Краснодарського краю Миколи Кондратенка); висловлювалися думки, що в ході процесу були допущені грубі порушення кримінально-процесуального законодавства і чинився безпрецедентний тиск на адвоката. Після цього Маркелов збирався захищати її ж в «справі НРА», але був притягнутий до справи в якості свідка і таким чином був позбавлений можливості виступати як адвокат.
Був одним з адвокатів родини Ельзи Кунгаєвої в рамках справи Буданова.
У 2004 році захищав главу володимирського комітету солдатських матерів Людмилу Яріліну, яка звинувачувалася в пособництві в ухилянні від військової служби.
З 2004 року захищав колишнього чеченського бойовика Заура Мусіханова, який склав зброю, але після відмови приєднатися до служби безпеки Рамзана Кадирова був арештований і потім засуджений за незаконне позбавлення волі, бандитизм і незаконне носіння зброї та боєприпасів. Маркелов довів цю справу до Верховного суду, програв і подав позов до Європейського суду з прав людини.
Представляв інтереси потерпілих у справі про масове побиття в Благовєщенську башкирським ОМОНом в грудні 2004 року.
У 2005 році на процесі, що проходив в Грозному, представляв інтереси потерпілого А.Мурдалова, чий син Зелімхан Мурдалов в 2001 році був схоплений і після чого імовірно убитий. Домігся виключення зі справи доказів, отриманих з порушенням закону, в результаті обвинувальний вирок у відношенні омонівців Сергія Лапіна («Кадета») був заснований не на його зізнанні, а на об'єктивних фактах, що не дозволило його оскаржити. У зв'язку з цією справою захищав і Анну Політковську.
Представляв інтереси ряду потерпілих в рамках справи про захоплення заручників в театральному центрі на Дубровці, а саме Я.Несерхоєвої, яка підозрювалася у співпраці з терористами, а потім була визнана потерпілою, і Лукашевої, чию доньку слідство відмовлялося ідентифікувати.
У 2004—2006 роках Маркелов захищав пенсіонерку Ірину Батурину, яку звинувачували у вирощуванні рослин, що містять наркотичні речовини, а саме опійного маку.
Був захисником Магомедсалаха Масаєва в позові проти чеченської влади з приводу тривалого утримання в незаконній в'язниці аж до зникнення Масаєва у серпні 2008 року. У цій справі Маркелов готував позов до Європейського суду з прав людини.
Був адвокатом головного редактора газети «Химкинская правда» Михайла Бекетова.
Також Маркелов представляв інтереси Єгора Томського — другого потерпілого в справі про загибель антифашиста Олександра Рюхіна, брав участь у справах про напад на табір екологів в Ангарську і вбивстві Іллі Бородаєнка, про вбивство Стаса Корепанова, був захисником антифашиста Олексія Олесінова, який звинувачується в хуліганстві.
Головний редактор «Нової газети» Дмитро Муратов заявляв, що Маркелов вів всі юридичні справи видання.

## Вбивство
Убитий пострілом в голову 19 січня 2009 року в центрі Москви, біля будинку № 1 по вулиці Пречистенка. Поруч з Маркеловим була студентка 5 курсу факультету журналістики МГУ, позаштатна журналістка «Нової газети», активістка анархо-екологістського руху Анастасія Бабурова. Бабурова була смертельно поранена в голову і померла в лікарні ввечері того ж дня.
27 жовтня 2009 його брат Михайло Маркелов, керівник тверського відділення партії «Справедлива Росія», повідомив, що вбивці Станіслава знайдені.
4 листопада 2009 року ЗМІ, зі слів «джерела в правоохоронних органах» повідомили, що 3 листопада були затримані двоє підозрюваних у вбивстві, яке імовірно було скоєно колишніми членами націоналістичної організації «Російська національна єдність» (РНЕ). Мотивом вбивства стала помста адвокату за його професійну діяльність в судових процесах за участю членів РНЕ.
5 листопада 2009 року Басманний суд Москви видав санкцію на арешт Микити Тихонова і його подруги Євгенії Хасіс, яким пред'явлено обвинувачення за частиною 2-ю статті 105-ї Кримінального кодексу — «вбивство двох і більше осіб».
28 квітня 2011 року Тихонов і Хасіс були визнані судом присяжних винними у вбивстві Маркелова і Бабурової.
6 травня 2011 року Тихонов був засуджений до довічного позбавлення волі, Хасіс була засуджена до 18 років позбавлення волі.
29 січня 2015 року Верховний суд РФ залишив у силі і вирок Микити Тихонова на довічне ув'язнення.

## Реакція суспільства
Чеченські правозахисники в день вбивства заявили, що вбачають зв'язок вбивства Маркелова зі справою Буданова. В кінці того ж дня заступник керівника Росприроднагляду Олег Мітволь не виключив, що вбивство Маркелова може бути пов'язано з нападом на головного редактора і журналіста газети «Химкинская правда» Михайла Бекетова (Маркелов був адвокатом Бекетова).
У той же день оглядач «Нової газети» В'ячеслав Ізмайлов сказав, що шукати можливі причини вбивства Станіслава Маркелова слід у справі Магомедсаліха Масаєва, який, за його словами, кілька місяців провів у полоні у президента Чечні Рамзана Кадирова і пропав 2 серпня 2008 року в Чечні.
20 січня 2009 року президент Чечні Рамзан Кадиров заявив, що керівництво республіки готове посприяти в розкритті злочину: «Станіслав Маркелов зарекомендував себе як чесна людина і патріот з принциповою громадянською позицією. Ця людина викривала фашизм і ксенофобію. Він прожив гідне життя і загинув за праве діло».
У той же день Кадиров посмертно нагородив Маркелова медаллю «За заслуги перед Чеченською Республікою».
20 січня в полудень близько 150 чоловік — правозахисники, діячі опозиції, ліві активісти, антифашисти, друзі і знайомі загиблих — прийшли на місце загибелі Маркелова і Бабурової, щоб покласти квіти і вшанувати їх пам'ять. У наступні тижні в різних містах Росії й інших країн пройшли акції пам'яті вбитих.
З вимогою провести незалежне розслідування виступили організації «Репортери без кордонів», Human Rights Watch і Amnesty International.
Політолог Сергій Караганов написав в «Российской газете», що вбивство «може мати набагато глибші наслідки, ніж попередні вбивства, які мають політичний характер. Якщо люди і організації, відповідальні за цей крок, не будуть знайдені і покарані негайно, це може поставити під сумнів саму владу».
У першу річницю смерті 19 січня 2010 року були проведені пам'ятні акції, на місці трагедії біля будинку № 1 по вулиці Пречистенка були покладені десятки квітів. Ініціаторами дня пам'яті виступили антифашисти, об'єднані в «Комітет 19 січня».

## Статті
- Патриотизм как диагноз
- Манки постмодернизма [Архівовано 19 січня 2018 у Wayback Machine.]
- Бесконечный застой или почти ностальгия по советским магазинам [Архівовано 20 січня 2018 у Wayback Machine.]
- Их не хватает даже на «новое средневековье» [Архівовано 17 травня 2009 у Wayback Machine.]
- Красная книга антифа. Статья-завещание Стаса Маркелова [Архівовано 19 січня 2018 у Wayback Machine.]
- Статьи на сайте Института Верховенства права